# ベルナール・マリス
ベルナール・マリス (Bernard Maris, 1946年9月23日 - 2015年1月7日) はフランスの経済学者、作家、ジャーナリストである。オンクル・ベルナール（ベルナール小父さん; Oncle Bernard）というペンネームで『シャルリー・エブド』に経済コラムを連載。市場主義経済を真っ向から批判した。2015年1月7日、シャルリー・エブド襲撃事件でイスラム過激派に殺害された。

## 経歴

### 学歴
ベルナール・マリスの父親はナチス・ドイツの占領に抵抗するレジスタンス運動に参加し、主に新聞を発行していた。このため、彼は若い頃から「父親のレジスタンス運動の哲学に鍛えられた」という。
ピエール・ド・フェルマー高校およびトゥールーズ政治学院を卒業した後、1975年にトゥールーズ第1大学で経済学の博士号を取得。博士論文の題目は「個人への利益配分：均衡のとれた経済成長を目指す理論的アプローチ」であった。

### 大学教員
1980年に米国アイオワ大学ビジネスカレッジから招聘を受けて1年間、ミクロ経済学を教えた。トゥールーズ第1大学に助教として採用され、1984年に准教授に昇任。1986年から1988年までの間に2度、ペルー中央銀行でミクロ経済学教員を務めた。一級教員資格を取得し、1994年にトゥールーズ政治学院の教授、1998年にはパリ第8大学の欧州研究所の教授に就任した。
1995年、経済誌『ヌーヴェル・エコノミスト』の「今年最高のエコノミスト」賞を受賞した。
2011年、フランス銀行理事会の会員に任命された。

### ジャーナリズム
経済学者として大学で教える傍ら、経済ジャーナリストとして通俗科学的な『経済アンチマニュアル (Antimanuel d'Economie)』、『エコノミスト・ウエルベック (Houellebecq économiste)』などを著し、『マリアンヌ』、『ヌーヴェル・オプセルヴァトゥール』、『フィガロ・マガジン』、『ル・モンド』、『レゼコー』、『シャルリー・エブド』などの新聞・雑誌に記事を掲載。ラジオ・テレビ番組（フランス・アンテルの番組「経済のことはすべてわかった (J’ai tout compris à l’économie)」、I-Télé (CNewsの前身) の番組「CACの話ばかり (Y’a pas que le CAC)」など）にも出演した。特に『シャルリー・エブド』には1992年の活動再開時から参加し、株主でもあった。

### 政治経済活動
ベルナール・マリスはトービン税の実現を目指すATTAC（アタック）の創設に貢献し、同団体の学術協議会の副会長を務めた。このことから、彼はしばしばアルテルモンディアリストとされる。
2002年フランス議会総選挙で緑の党の党員として立候補した。
ベルナール・マリスはフリーメイソン「グラントリアン・ド・フランス（Grand Orient de France; フランス大東社）」会員で、ロッジのなかでも特に政治的な「ロジェ・ルレ (Roger Leray)」に所属していた。
2015年1月7日、シャルリー・エブド襲撃事件でイスラム過激派に殺害された。1月15日、モンジスカール（オート＝ガロンヌ県）のロックヴィル・ノートダム礼拝堂で葬儀が執り行われ、同地に埋葬された。

## ケインズ経済学
ベルナール・マリスはケインズ経済学の熱心な支持者で、『市井の経済学者ケインズ (Keynes ou l’économiste citoyen)』を著すほか、『ああ、神よ、経済戦争はあまりにも素敵だ！(Ah Dieu ! Que la guerre économique est jolie !)』、『われわれがバカだと思う経済学の精神的指導者への公開状 (Lettre ouverte aux gourous de l'économie qui nous prennent pour des imbéciles)』、『証券取引所か、人生か (La Bourse ou la vie)』など、経済学に関する通俗科学的な著書も多い。
経済の辛辣な批判により、一方でその本質と意義、そして負の側面を明らかにし、他方で無償化、贈与、ベーシックインカムなどの概念に光を当てた。また、『ポリティス (Politis)』に「週32時間労働」を支持する記事を掲載するほか、経済学と他の学問（社会学、歴史学等）および文化との対話による開かれた経済学を提唱するなど、彼は一貫して市井の反経済学者であった。
友人の作家ミシェル・ウエルベックはベルナール・マリスを「経済的自由主義の明晰な分析家」と評している。
2015年12月31日、レジオンドヌール勲章を贈られた。

## 著書

### 経済学関連の著書
- Éléments de politique économique : l'expérience française de 1945 à 1984 (経済政策の諸要素 ― 1945年から1984年までのフランスの経験), Privat, 1985
- Des économistes au-dessus de tout soupçon ou la grande mascarade des predictions (疑わしいところが全くない経済学者、または預言の大仮面舞踏会), Albin Michel, 1990
- Les Sept Péchés capitaux des universitaires (大学人の七つの大罪), Albin Michel, 1991
- Jacques Delors, artiste et martyr (ジャック・ドロール、アーティストそして殉教者), Albin Michel, 1993
- Parlant pognon mon petit (おまえに金の話をしよう), 1994 (ISBN 978-2841460755)
- Ah Dieu ! que la guerre économique est jolie ! (ああ、神よ、経済戦争はあまりにも素敵だ！), Albin Michel, 1998 (経済ジャーナリストのフィリップ・ラバルドとの共著)
- Keynes ou l'économiste citoyen (市井の経済学者ケインズ), Les Presses de Sciences Po, 1999
- Lettre ouverte aux gourous de l'économie qui nous prennent pour des imbéciles (われわれがバカだと思う経済学の精神的指導者への公開状), Points, 1999
- La Bourse ou la vie - La grande manipulation des petits actionnaires (証券取引所か、人生か ― 小株主の大がかりな操作), Albin Michel, 2000 (フィリップ・ラバルドとの共著)
- Malheur aux vaincus : Ah, si les riches pouvaient rester entre riches (敗者に災いあれ ― ああ、金持ちがただの金持ちであったなら), 2002  (フィリップ・ラバルドとの共著)
- Antimanuel d'économie (経済アンチマニュアル)
  - Tome 1, les fourmis (第一巻：アリ), Bréal, 2003
  - Tome 2, les cigales (第二巻：セミ), Bréal, 2006
- Gouverner par la peur (恐怖支配), 2007 (レイラ・ダクリ、ロジェ・シュー、ジョルジュ・ヴィガレロとの共著)
- Petits Principes de langue de bois économique (経済のらりくらり答弁の小原則), Bréal / Charlie Hebdo, 2008
- Capitalisme et pulsion de mort, Albin Michel 2009 (ジル・ドスタレールとの共著)
  - 邦訳：『資本主義と死の欲動 - フロイトとケインズ』, 藤原書店, 2017年

藤原書店による内容解説：貨幣への際限なき欲望から人間は解放されるのか？ エロス（生）とタナトス（死）の欲動の対立、および貨幣への根源的欲望というフロイトの洞察に基づき、経済成長とは「死の欲動」の無限の先送りだと看破したケインズ。2人の時代から半世紀以上を経て、規制を取り払われた経済活動が全地球を覆い尽くした今、資本主義の「自己破壊」と訣別する方途はあるのか？
- Marx, ô Marx, pourquoi m'as-tu abandonné ? (マルクス、ああ、マルクス、なぜわたしをお見捨てになったのですか), Les Échappés, 2010
- Plaidoyer (impossible) pour les socialistes (社会主義者のための（不可能な）口頭弁論), Albin Michel, 2012

### エッセイ
- L’Homme dans la guerre : Maurice Genevoix face à Ernst Jünger (闘う男 ― エルンスト・ユンガーに立ち向かうモーリス・ジュヌヴォワ), Grasset, 2013
- Houellebecq économiste (エコノミスト・ウエルベック), Flammarion, 2014
- Et si on aimait la France (フランスを好きになろうよ), Grasset, 2015
- Souriez, vous êtes Français ! (笑顔を見せて、あなたはフランス人だよ！), Grasset, 2016

### 小説
- Pertinentes Questions morales et sexuelles dans le Dakota du Nord (ノースダコタ州の道徳的・性的に大事な問題), Albin Michel, 1995
- L'Enfant qui voulait être muet (黙っていたかった子供), Albin Michel, 2003
- Le Journal (新聞), Albin Michel, 2005

『ゴダール・ソシアリスム』などの映画にも出演した。